# Mujer comprada (telenovela argentina)
Mujer comprada fue una telenovela argentina producida por canal 11 (hoy Telefe) en 1986, fue una historia original de Ligia Lezama. Protagonizada por Mayra Alejandra y Arturo Puig, coprotagonizada por Rodolfo Machado, Humberto Serrano, Emilio Comte, Boris Rubaja, Jean Pierre Noher y Graciela Stéfani, y antagonizada por Cecilia Cenci. También, contó con la actuación especial de la primera actriz Marcela López Rey, y la participación de Hilda Bernard como actriz invitada. Se convirtió en una de las telenovelas más exitosas de sus tiempo siendo una de las más vistas en el país.

## Sinopsis
Angélica es una joven mujer que por necesidad alquila su vientre a Laura, la frívola y alcohólica esposa de Miguel Ángel, un apuesto y trabajador millonario. Angélica lo hizo para poder costear los gastos médicos de su madre, a la que están a punto de operar en el mismo hospital donde se encuentra Laura, Pero el destino se encargará de que Angélica termine enamorándose de Miguel Ángel, quien también se enamora perdidamente de ella, y así terminará siendo una Mujer comprada. 

## Elenco
- Mayra Alejandra - Angélica Villar de Lombardi
- Arturo Puig - Miguel Ángel Lombardi
- Cecilia Cenci - Laura Simonal de Lombardi (Villana principal)
- Rodolfo Machado - Abelardo Lombardi
- Humberto Serrano - Aldo Lombardi
- Hilda Bernard - Giovanna de Lombardi
- Marcela López Rey - Ofelia
- Emilio Comte - Cosme Simonal
- Jean Pierre Noher - Alfonso Lombardi
- Boris Rubaja - Daniel
- Graciela Stéfani - Susa
- Roxana Berco - Sofía "Sofi"
- Sandra Cappa - Francis Villar
- Carlos Mena - Donato
- Marcela Ruíz - Jenny
- Luisa D'Amico - Consuelo
- Gustavo Sardi - Mauro
- Mónica Guido - Julia
- Osvaldo Tesser - Larry
- Nora Nuñez - Regina
- Karla Luzbel - Nina
- Miguel Ángel Castro - Padre Lucas
- Roberta Casal - Amelia

## Versiones
- Mujer comprada: Producida por Rafael Urióstegui para TV Azteca en 2009, protagonizada por Andrea Martí y José Ángel Llamas, y con las actuaciones antagónicas de Gabriela Vergara y Bernie Paz. Fue la primera telenovela mexicana en tocar abiertamente, el tema del vientre de alquiler.
- Kaderimin Yazıldığı Gün: Producida por O3 Medya para Star TV en 2014, protagonizada por Özcan Deniz y Hatice Şendil.
- Radi lyubvi ya vsyo smogu (Ради любви я всё смогу): Producida por Studio Palameda para el canal 1+1 en 2015, protagonizada por Kristina Kazinskaya y Kirill Dytsevich.